# Gert Lahousse
Gert Lahousse (Antwerpen, 20 maart 1966) is een Vlaamse acteur en regisseur. 

## Biografie
Lahousse studeerde in 1992 af aan de Studio Herman Teirlinck. Hij heeft geacteerd in verschillende Vlaamse films en televisieseries. Hij stond op de planken bij onder andere Raamtheater, Toneelhuis, Zuidpooltheater, Baff, Froefroe. Lahousse is getrouwd met de Vlaamse actrice Katrien Vandendries. Samen hebben ze twee kinderen, een zoon en dochter.

## Filmografie
- Drie mannen onder één dak (1989) - als pizza-man
- Zomerrust (1993) - als Cois De Belder jr.
- Familie (1992) - als meneer Jacobs
- Familie (1992-1993) - als postbode
- Ad Fundum (1993) - als Coco
- 1/ (1993)
- Wild Is the Wind (1993)
- Max (1994) - als attractieman
- Niet voor publikatie (1995) - als Michel De Ridder
- Ons geluk (1995) - als dokter Priestman
- Familie Backeljau (1996) - als Belgacom-medewerker
- Marie Antoinette is niet dood (1996)
- Familie Backeljau (1996) - als werkloze
- Heterdaad (1996) - als Steve Hoste
- Thuis (1996-1998) - als Neil Feyaerts
- Interflix (1997) - als listige Lucien
- Windkracht 10 (1997) - als Mark
- Terug naar Oosterdonk (1997) - als Rudy
- Deman (1998) - als Frank Bunders
- Hof van Assisen (1998) - als Luc Walraeve
- Shades (1999) - als Peter
- A White Lie (1999)
- Recht op Recht (2000) - als Steels
- Spoed (2000-2006) - als verpleger Bob Verly
- Chris & Co (2001)
- Koffie verkeerd (2003)
- F.C. De Kampioenen (2004) - als Ramon
- Witse (2005) - als Frank Swinnen
- Matroesjka's (2005) - als agent
- De Wet volgens Milo (2005) - als Patrick Vermegen
- Broadcast (2005) - als Lars
- De Hel van Tanger (2006) - als agent in burger
- Mega Mindy (2006) - als Arend Dewit
- Aspe (2006) - als Roland Van Gaver
- Flikken (2008) - als Ward Willinck
- Thuis (2008) - neil feyaerts
- Zone Stad (2008) - als Rik Voners
- Code 37 (2011) - als Meersman
- Vermist III (2011) - als Tom Symoens
- Zone Stad (2012) - als Daniël Jacobs
- Quiz Me Quick (2012) - als klant met USB-stick
- Parade's End (2012) - als hotelmanger
- Rox (2012) - als Georges
- Aspe (2012) - als Danny Buyens
- Crème de la Crème (2013) - als manager
- Binnenstebuiten (2013) - als Koen Devriese
- Dollhouse (2013)
- Ontspoord (2013) - als Erik Adams
- Aspe (2014) - als Dirk Desloovere
- De Kroongetuigen (2015) - als Jan Caubergh
- Vriendinnen (2015) - als Bart
- Ghost Rockers (2015) - als Bill Livingstone
- Big Hero 6 (2015) - als Alistair Krei (stem)
- Den elfde van den elfde (2016) - als chirurg
- Kosmoo (2016) - als Ivan Dirickx
- Gent-West (2017) - als spoedarts
- Professor T. (2018) - als Herman Van Doninck
- Mijn Slechtste Beste Vriendin (2021) - als Philip Callier
- De Kraak (2021) - als Mosje Abraham
- Flikken Maastricht (2023) - als Louis Grande